# Clark Johnson
Pour les articles homonymes, voir Johnson.
Clark Johnson, né le 10 septembre 1954 à Philadelphie, en Pennsylvanie, aux États-Unis, est un acteur et réalisateur américain.

## Filmographie

### comme acteur
- 1981 : Utilities : Reporter #1
- 1982 : Killing 'em Softly : Michael
- 1982 : Les Monstres du labyrinthe (Mazes and Monsters) (TV) : Perry
- 1983 : Skullduggery : Dave
- 1985 : L'Étoile inconnue (Starcrossed) (téléfilm) : Ralph
- 1985 : Murder: By Reason of Insanity (téléfilm) : Technician
- 1985 : Dans des griffes de soie (Seduced) (téléfilm) : Messenger
- 1985 : Meurtre dans l'espace (Murder in Space) (téléfilm) : Technician
- 1986 : Doing Life (téléfilm) : T.V. Reporter
- 1986 : Blindside : Moriarty
- 1986 : Rockabye (téléfilm) : Medical Examiner
- 1986 : Hot Shots (série télévisée) : Al Pendleton
- 1986 : Seule contre la drogue (Courage) (téléfilm) : Frank Zephyr
- 1987 : Nowhere to Hide : Mark Halstead
- 1987 : Mr. Nice Guy
- 1987 : Wild Thing : Winston
- 1987 : Nuit de folie (Adventures in Babysitting) : Black Gang Leader
- 1988 : Bonnie Lee en cavale (Hostage) (téléfilm) : Detective Morton
- 1988 : Colors de Dennis Hopper : C.R.A.S.H. Officer Lee
- 1988 : L'Aigle de fer 2 (Iron Eagle II) : Graves
- 1989 : The Women of Brewster Place (téléfilm) : Butch
- 1989 : Flic et Rebelle (Renegades) : JJ
- 1990 : Personals (téléfilm)
- 1990 : Polly: Comin' Home! (téléfilm) : Young Doctor
- 1991 : Hammerman (série télévisée) (voix)
- 1992 : Un suspect trop séduisant (The Finishing Touch) : Detective Gilliam
- 1992 : Psychic : Spencer
- 1992 : Coopersmith (téléfilm) : Mike Delaney
- 1993 : Blood Brothers
- 1994 : Model by Day (téléfilm) : Master Chang
- 1994 : Final Round : Trevon
- 1994 : Silent Witness: What a Child Saw (téléfilm) : Glenn
- 1994 : Drop Zone : Bob Covington
- 1995 : Rude : Reece
- 1995 : Soul Survivor : Busha
- 1995 : Meurtre en suspens (Nick of Time) : Hackney Transportist
- 1996 : Lulu : Clive
- 1996 : Les Procureurs (The Prosecutors) (téléfilm) : Michael Hall
- 1997 : The Planet of Junior Brown : Mr. Pool
- 1999 : Have Mercy : Dr. Jorden
- 2000 : Virtual Mom (téléfilm) : Mr. Hubbard
- 2000 : Homicide: The Movie (en) (téléfilm) : Det. Meldrick Lewis (VF : Jérôme Berthoud)
- 2000 : Fear of Fiction : Gary
- 2000 : Deliberate Intent (téléfilm) : James Perry
- 2000 : Task Force: Caviar (téléfilm)
- 2000 : Love Come Down : Dean
- 2000 : Disappearing Acts (téléfilm) : Jimmy (VF : Jérôme Berthoud)
- 2001 : Boycott (téléfilm) : Emory Jackson
- 2001 : On Their Knees : Uncle John Walker
- 2003 : S.W.A.T. unité d'élite (S.W.A.T.) : Deke's Handsome Partner
- 2004 : The Limb Salesman : Abe Fielder
- 2005 : Tripping the Wire: A Stephen Tree Mystery (téléfilm) : Sergeant Detective Stephen Tree
- 2006 : The Sentinel : Charlie Merriweather
- 2008: Nurse.Fighter.Boy: Silence
- 2008 à la télévision: The Wire (Sur écoute) Saison 5
- 2010 : Defendor : Captain Fairbanks'
- 2017 : Section 99 (Brawl in Cell Block 99) de S. Craig Zahler : le détective Watkins

### comme réalisateur

#### Cinéma
- 2003 : SWAT : Unité d'élite (S.W.A.T.)
- 2006 : The Sentinel
- 2020 : Percy

#### Télévision
- 1991 : African Skies (série télévisée, saison 1, épisode 23)
- 1996 : Homicide (Homicide: Life on the Street) (série télévisée, saison 4, épisode 19)
- 1997 : Fast Track (série télévisée)
- 1997 : Homicide (Homicide: Life on the Street) (série télévisée, saison 5, épisodes 12 et 16)
- 1998 : La Femme Nikita (série télévisée, saison 2, épisode 19)
- 1998 : Welcome to Paradox (série télévisée, saison 1, épisode 1)
- 1998 : Homicide (Homicide: Life on the Street) (série télévisée, saison 6, épisode 18 et saison 7, épisode 4)
- 1999 : New York, unité spéciale (Law and Order: Special Victims Unit) (série télévisée, saison 1, épisode 6)
- 2000 : The City (série télévisée, saison 2, épisode 5)
- 2000 : City of Angels (série télévisée, saison 1, épisode 6)
- 2000 : New York 911 (Third Watch) (série télévisée, saison 1, épisode 16)
- 2000 : The Beat (série télévisée)
- 2000 : À la Maison-Blanche (The West Wing) (série télévisée, saison 1, épisode 18)
- 2000 : New York Police Blues (NYPD Blue) (série télévisée, saison 7, épisode 18)
- 2001 : Boycott (téléfilm pour HBO)
- 2002 : Sur écoute (The Wire) (série télévisée, saison 1, épisodes 1, 2 et 5)
- 2002 : Soul Food (série télévisée, saison 2, épisode 19)
- 2002 : The Shield (série télévisée, saison 1, épisodes 1, 3 et 5)
- 2004 : The Secret Service (téléfilm pour ABC)
- 2004 : The Jury (série télévisée, saison 1, épisode 9)
- 2004 : The Shield (série télévisée, saison 3, épisodes 1 et 2)
- 2005 : N.Y.-70 (téléfilm pour NBC)
- 2005 : Sleeper Cell (série télévisée, saison 1, épisode 1)
- 2006 : Sleeper Cell (série télévisée, saison 2, épisode 1)
- 2007 : The Shield (série télévisée, saison 6, épisode 4)
- 2008 : Sur écoute (The Wire) (série télévisée, saison 5, épisodes 10)
- 2008 : Flashpoint (série télévisée, saison 1, épisode 4)
- 2008 : The Shield (série télévisée, saison 7, épisode 13)
- 2009 : Can Openers (téléfilm pour CBS)
- 2009 : Eleventh Hour (série télévisée, saison 1, épisode 2)
- 2009 : Lie to Me (série télévisée, saison 1, épisode 9)
- 2009 : Kings (série télévisée, saison 1, épisodes 6 et 11)
- 2010 : Memphis Beat (série télévisée, saison 1, épisode 1)
- 2010 : Terriers (série télévisée, saison 1, épisode 2)
- 2011 : Lights Out (série télévisée, saison 1, épisode 1)
- 2011 : The Chicago Code (série télévisée, saison 1, épisodes 2 et 5)
- 2011 : Jessica King (King) (série télévisée, saison 1, épisodes 1 et 2)
- 2011 : XIII : La Série ( 	XIII: The Series) (série télévisée, saison 1, épisode 13)
- 2011 : Lost Girl (série télévisée, saison 2, épisode 15)
- 2011 : Homeland (série télévisée, saison 1, épisodes 5 et 11)
- 2012 : The Walking Dead (série télévisée, saison 2, épisode 8)
- 2012 : Breakout Kings (série télévisée, saison 2, épisodes 3 et 6)
- 2012 : Copper (série télévisée, saison 1, épisodes 3 et 4)
- 2012 : Person of Interest (série télévisée, saison 2, épisode 19)
- 2013 : Last Resort (série télévisée, saison 1, épisode 11)
- 2013 : New York, unité spéciale (saison 15, épisode 5) : Meldrick Lewis